# Draba cappadocica
Draba cappadocica är en korsblommig växtart som beskrevs av Pierre Edmond Boissier och Benedict Balansa. Draba cappadocica ingår i släktet drabor, och familjen korsblommiga växter. Inga underarter finns listade i Catalogue of Life.

## Bildgalleri

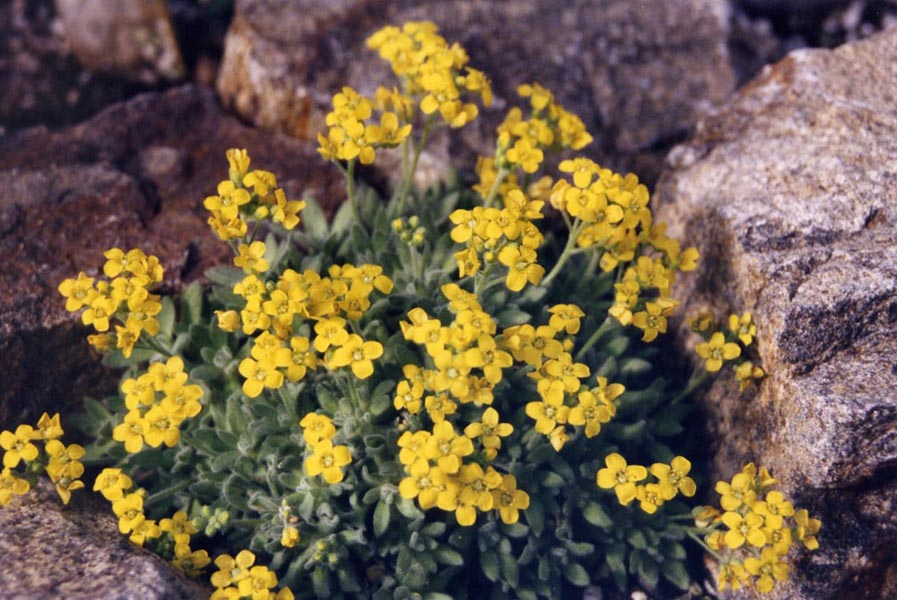
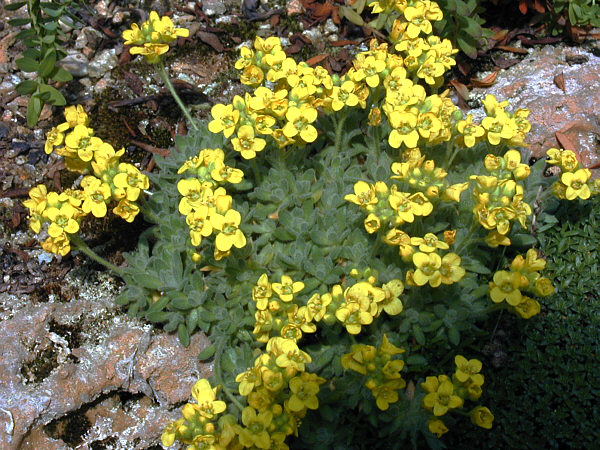